# Stäppkrokus
Crocus korolkowii är en irisväxtart som beskrevs av George Maw och Eduard August von Regel. Crocus korolkowii ingår i släktet krokusar, och familjen irisväxter. Inga underarter finns listade i Catalogue of Life.